# Marie-Claire Heureuse Félicité
Marie-Claire Heureuse Félicité Bonheur, född 1758 i Léogâne i Saint Domingue, död 8 augusti 1858 i Gonayiv i Haiti var kejsarinna av Haiti åren 1804–1806 och gift 1801 med kejsar Jean-Jacques Dessalines.

## Biografi
Marie-Claire Heureuse Félicité var dotter till de fria men fattiga affranchis Bonheur Guillaume och Marie-Élisabeth Sainte-Lobelot och utbildades av sin moster, som var medlem av en orden. Hon gifte sig med Pierre Lunic, en hantverkare åt en munkorden, som dog 1795.
Marie-Claire Heureuse Félicité är berömd för sitt handlande under belägringen av Jacmel år 1800. Hon lämnade då staden och lyckades utverka tillstånd av Dessalines, som belägrade staden, att tillåta att ett tåg av kvinnor förde in mat i den svältande staden. Hon beskrivs som snäll, elegant och bildad, avskydde makens rasistiska politik och behandlade alla personer lika. Under massakern på de vita 1804 ska hon ha försökt gömma flera av dem och bönfallit maken att skona dem.
Efter makens död 1806 fick hon titeln änkeprinsessa och avböjde förslaget att flytta in hos Henry Christophes familj. Hon levde i fattigdom i Saint-Marc tills hon tillerkändes en pension år 1843. Faustin Soulouque försökte utöka hennes pension som en gest av beundran för hennes make, men hon vägrade ta emot det och flyttade in hos sitt barnbarn, där hon levde till sin död.
Marie-Claire Heureuse Félicité är en känd gestalt i Haitis historia och har blivit föremål för många dikter. Till skillnad från hustrurna till de övriga ledarna av den haitiska revolutionen har hon blivit känd som individ snarare än som endast genom äktenskap.